# Björken
Björken is een plaats in de gemeente Uppsala in het landschap Uppland en de provincie Uppsala län in Zweden. De plaats heeft 54 inwoners (2005) en een oppervlakte van 11 hectare. De plaats ligt aan een klein landweggetje en wordt omringd door zowel landbouwgrond als bos. De stad Uppsala ligt rond de tien kilometer ten zuiden van de plaats.